# Ronald Dworkin
Ronald Myles Dworkin, född 11 december 1931 i Providence i Rhode Island, död 14 februari 2013 i London, var en amerikansk rättsfilosof och professor i rättsvetenskap och filosofi.
Dworkin är känd för sin kritik av rättspositivismen, och som företrädare för interpretivismen. I politiskt hänseende var Dworkin egalitär liberal.

## Biografi
Ronald Dworkin har kandidatexamen från Oxford University och Harvard, och hade Rupert Cross som lärare. Därefter började han vid Harvard Law School, och hade sedan tjänst hos Learned Hand. Under en tid hade han tjänst vid den ansedda advokatbyrån Sullivan and Cromwell i New York. 1962 utsågs han till professor i juridik vid Yale Law School och från 1969 vid Oxford, där han efterträdde H.L.A. Hart. Han innehade senare Bentham-professuren i rättsvetenskap vid University College London, Frank Henry Sommers professur i juridik vid New York University och vid det senare lärosätet även en professur i filosofi.
Till skillnad från sin företrädare Hart, menar Dworkin att lag är vad som följer av rättsliga tolkningar och tillämpningar, principer och inte regler, samt den praxis som vuxit fram. Han skiljer heller inte mellan lag och moral såsom rättspositivister. Vidare har han verkat inom den politiska filosofin, med diskussioner om fördelning och rättvisa, samt dygdetiken, bland annat med diskussioner om dödshjälp och abort (Life's Dominion 1994).
Enligt Dworkins rättighetsbegrepp, innebär rätt att människor bara får agera destruktivt om detta leder till någonting bättre än vad som förstörs. Mot bakgrund av detta menade Dworkin att ett befruktat ägg inte kan sägas ha rätt till liv, och lade fram det kontroversiella påståendet att abortmotståndare inte egentligen menade att embryon var liv. Han jämställer sedan abort med dödshjälp, och menar att förnuftiga människor borde ha rätt till dödshjälp, vilket han söker stöd för i rättstolkningen av den amerikanska konstitutionen. Detta har blivit mycket kritiserat, bland annat på grundval av att den amerikanska rättspraxisen inte tillåter dödshjälp, varför bland andra professorn i konstitutionell rätt vid Utah, Michael McConnell, menat att Dworkin uppenbarligen måste ha missförstått begreppet frihet i den amerikanska konstitutionen.